# Station Kaibara
Station  Kaibara (柏原駅,  Kaibara-eki) is een spoorwegstation in de Japanse stad Tamba in de prefectuur Hyōgo. Het wordt aangedaan door de Fukuchiyama-lijn. Het station heeft twee sporen, gelegen aan twee zijperrons. Het eerste spoor wordt voor beide richtingen gebruikt, het tweede spoor alleen voor treinen richting Fukuchiyama.

## Treindienst

### JR West
| 1    | ■ Fukuchiyama-lijn | richting Sasayamaguchi en Sanda |
| 1, 2 | ■ Fukuchiyama-lijn | richting Fukuchiyama            |

## Geschiedenis
Het station werd in 1899 geopend.

## Stationsomgeving
- Stadsdeelkantoor van Tanba (Kaibara-afdeling)
- Prefecturaal ziekenhuis van Kaibara
- Kaibara Hachiman-schrijn
- Autoweg 176
- Rode Kruisziekenhuis van Kaibara

## Trivia
Er zijn meerdere stations met de karakters voor Kaibara (柏原); deze hebben echter een andere leeswijze. Zo heet een station aan de Yamatoji-lijn Kashiwara en een station aan de Tokaido-lijn Kashiwabara.
(JR Kioto-lijn<<) ·  Ōsaka ·  Tsukamoto ·  Amagasaki ·  Tsukaguchi ·  Inadera ·  Itami ·  Kita-Itami ·  Kawanishi-Ikeda ·  Nakayamadera ·  Takarazuka ·  Namaze ·  Nishinomiyanajio ·  Takedao ·  Dōjō ·  Sanda ·  Shin-Sanda ·  Hirono ·  Aino ·  Aimoto ·  Kusano ·  Furuichi ·  Minami-Yashiro ·  Sasayamaguchi ·  Tamba-Oyama ·  Shimotaki ·  Tanikawa ·  Kaibara ·  Isō ·  Kuroi ·  Ichijima ·  Tamba-Takeda ·  Fukuchiyama · (>>Sanin-lijn)